# Broa

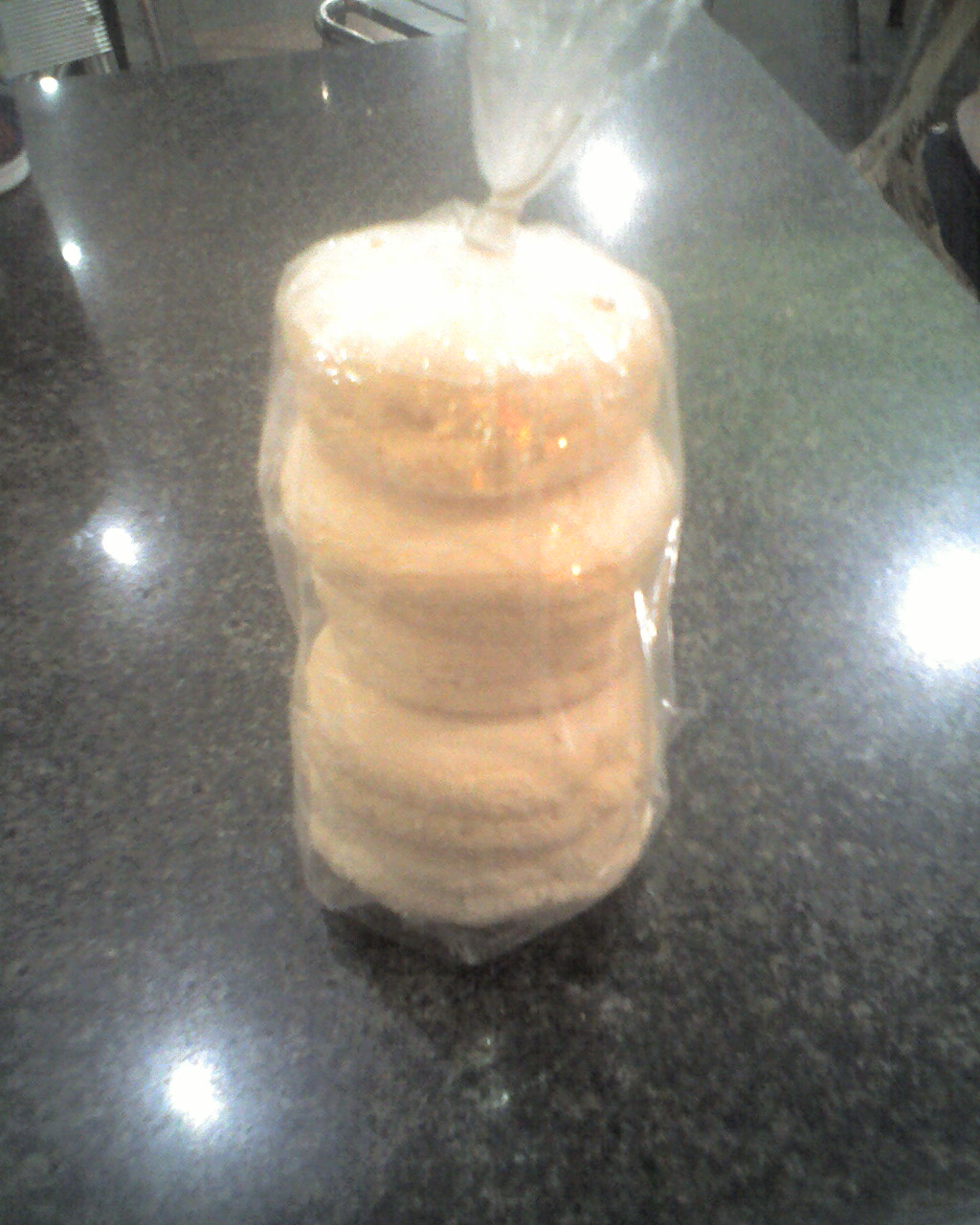
Broa du Brésil.

La broa est un pain traditionnel de Portugal, de Galice et du Brésil, fait à partir de farine de maïs, avec d'autres céréales suivant les régions, blé ou seigle, ainsi que de la levure. Contrairement à la broa du Brésil, la broa du Portugal est dense avec une croute épaisse et croustillante.

## Étymologie
Le mot portugais broa, cognat du mot espagnol borona, vient du mot celtique boruna,.